# Жоя-Маре
Жоя-Маре (рум. Joia Mare) — село у повіті Арад в Румунії. Входить до складу комуни Алмаш.
Село розташоване на відстані 369 км на північний захід від Бухареста, 68 км на схід від Арада, 120 км на південний захід від Клуж-Напоки, 94 км на північний схід від Тімішоари.

## Населення
За даними перепису населення 2002 року у селі проживали 207 осіб, з них 206 осіб (99,5%) румунів. Рідною мовою 206 осіб (99,5%) назвали румунську.